# Arctosa himalayensis
Espèce
Synonymes
- Arctosa tappaensis Gajbe, 2004

Arctosa himalayensis est une espèce d'araignées aranéomorphes de la famille des Lycosidae.

## Distribution
Cette espèce est endémique d'Inde. Elle se rencontre en Uttarakhand, au Madhya Pradesh et au Chhattisgarh.

## Description
La femelle holotype mesure 9,5 mm.
Le mâle décrit par Sankaran, Caleb et Sebastian en 2021 mesure 6,31 mm et la femelle 7,86 mm.

## Systématique et taxinomie
Arctosa tappaensis a été placée en synonymie par Sankaran, Caleb et Sebastian en 2021.

## Étymologie
Son nom d'espèce, composé de himalay[a] et du suffixe latin -ensis, « qui vit dans, qui habite », lui a été donné en référence au lieu de sa découverte, l'Himalaya.

## Publication originale
- Tikader & Malhotra, 1980 : « Lycosidae (Wolf-spiders). » Fauna India (Araneae), vol. 1, p. 248-447 (texte intégral).